# Willie le Géant
Pour l’article homonyme, voir Willie.
Willie le Géant (Willie the Giant en VO) est un personnage de fiction de l'univers de Mickey Mouse créé en 1947 par les studios Disney.  Il est inspiré du géant du conte traditionnel Jack et le Haricot magique et est apparu pour la première fois dans l'adaptation de ce conte, Mickey et le Haricot magique (Mickey and the Beanstalk), moyen-métrage constituant la seconde partie de Coquin de printemps sorti le 22 septembre 1947.

## Historique
Plusieurs courts métrages de Mickey comportent deux géants qui chronologiquement s'approche petit à petit de l'aspect de Willie :
- Giantland (1933) avec une grande barbe et des cheveux noir
- Le Brave Petit Tailleur (1938) avec une barbe courte et des cheveux noirs

Willie est quant à lui imberbe et avec une courte chevelure rousse (orange).
À la fin du film Coquin de printemps (1947), le géant imaginaire Willie, après avoir soulevé le toit du narrateur Edgar Bergen, repart en traversant Hollywood et se coiffe du  Brown Derby. Dans l'adaptation en bande dessinée de Mickey et le Haricot magique parue sous le titre La Vallée Heureuse, Willie est renommé Bazouka.
Willie est réutilisé en 1983 dans Le Noël de Mickey, une adaptation du conte de Charles Dickens Un chant de Noël, dans laquelle il joue le rôle du Fantôme des Noëls présents.
Il apparaît en tant que personnage récurrent de La maison de Mickey.
Willie apparait également, mais plus rarement en bande dessinée. La base INDUCKS répertorie 10 histoires contenant une apparitions du personnage, dont 5 ont été publiées en France (en mai 2021).